# Miguel de San Román
Miguel de San Román y Meza, né le 17 mai 1802 à Puno (Pérou), mort le 3 avril 1863 à Lima, était un militaire et homme d'État péruvien. Il fut brièvement président de la République, du 24 octobre 1862 au 3 avril 1863.
Ancien fidèle du maréchal Ramón Castilla, il le renverse en 1862 et met fin à son régime. Il rétablit la République tout en pardonnant aux excès des proches de Castilla. Il meurt durant son mandat d'une longue maladie après cinq mois de mandat.